# L'Aiguillon
L'Aiguillon é uma comuna francesa na região administrativa de Occitânia, no departamento de Ariège.